# Manuel de Assas
Manuel de Assas y Ereño (Santander, 28 de junio de 1813-Santander, 16 de junio de 1880) fue un literato, orientalista e historiador del arte y de la arquitectura español.

## Biografía
Perteneciente a una familia de la oligarquía santanderina, cursó en el Seminario Conciliar de Burgos tres años de filosofía (1825-1827) y posteriormente derecho en las Universidades de Valladolid y Central de Madrid, licenciándose en 1836. En 1838 y 1839 estudió dibujo en el Instituto Cántabro con Antonio de Zabaleta, arquitecto promotor de la serie Monumentos Arquitectónicos de España. Sus primeros artículos, que aparecieron en la revista No Me Olvides (1837), versan sobre este tema.
Fue redactor y último director del Semanario Pintoresco Español, donde entre 1839 y 1857 aparecieron trece ensayos sobre el patrimonio de España. Publicó un Diccionario general de arquitectura (1839). En 1846 estudió en la Facultad de Filosofía de Madrid árabe, griego y hebreo, en la Sociedad Económica de Amigos del País, paleografía y dibujo antiguo y ropaje en la Academia de San Fernando.
En 1852, viajó por Francia, Suiza, Alemania y Rusia. En París siguió cursos de sánscrito y celta y asistió a las cátedras de antigüedades egipcias y de Arqueología.

## Carrera
Entre sus numerosos cargos figuran: redactor jefe de la revista No Me Olvides y bibliotecario de la Biblioteca y el Museo Provincial de Burgos (1847), catedrático de sánscrito en la Universidad Central (1856-1858) y de la Academia Arqueológica de Bélgica desde 1858 y miembro de la Comisión Provincial de Monumentos Históricos Artísticos. Oficial de la Biblioteca Nacional y jefe de la Sección de las Edades Media y Moderna del Museo Arqueológico Nacional (1867)

## Obras seleccionadas
- Apuntes sobre el origen y progresos de la Arquitectura, (1848)
- Álbum artístico de Toledo, Madrid (1867)
- Crónica de la provincia de Santander ( Crónica General de España, II), Santander
- Programa de la asignatura de arqueología de la Escuela Superior de Diplomática (1876)